# Vis-en-Artois British Cemetery
Vis-en-Artois British Cemetery is een Britse militaire begraafplaats met gesneuvelden uit de Eerste Wereldoorlog, gelegen in het Franse dorp Haucourt (departement Pas-de-Calais). De begraafplaats werd ontworpen door John Reginald Truelove en ligt aan de weg van Arras naar Cambrai op 400 m van het dorpscentrum (Église Saint-Michel). Ze heeft een rechthoekig grondplan met aan de westelijke zijde een kleine driehoekige uitsprong. De totale oppervlakte bedraagt 6.577 m² en ze wordt omsloten door een lage natuurstenen muur. Aan de straatzijde bevinden zich twee open toegangen gemarkeerd door drie paaltjes. Op beide hoeken staat een rechthoekig wit stenen schuilgebouw met open doorgangen gesteund door zuilen. Het Cross of Sacrifice staat in het midden op een verhoogd plateau. Achteraan de begraafplaats staat de Vis-en-Artois Memorial met de Stone of Remembrance.
De begraafplaats telt 2.357 doden waaronder 1.485 niet geïdentificeerde.
De begraafplaats wordt onderhouden door de Commonwealth War Graves Commission.

## Geschiedenis
Vis-en-Artois en Haucourt werden op 27 augustus 1918 door het Canadian Corps veroverd waarna de begraafplaats door gevechtseenheden en hulpposten (Field Ambulances) in gebruik werd genomen tot half oktober. Oorspronkelijk waren er 430 graven (in perken I en II), waaronder 297 Canadezen en 55 Britten van het 2nd Duke of Wellington’s Regiment. Na de wapenstilstand werd de begraafplaats uitgebreid door concentratie van graven van gesneuvelden van april-juni 1917 en augustus-september 1918 en van kleinere begraafplaatsen in de buurt. Deze begraafplaatsen waren: Bois-du-sart British Cemetery (19 doden), Pelves Communal Cemetery German Extension (2 doden) en Pelves Canadian Cemetery (39 doden) in Pelves, Dury German Cemetery (4 doden) in Dury, Ecourt-St Quentin German Cemetery (16 doden) in Écourt-Saint-Quentin, Etaing Communal Cemetery German Extension (6 doden) in Étaing, Lecluse German Cemetery (11 doden) in Lécluse, Monchy Quarry Cemetery (22 doden) in Monchy-le-Preux, Rumaucourt German Cemetery (27 doden)) in Rumaucourt, Sailly-en-Ostrevent Communal Cemetery (3 doden) in Sailly-en-Ostrevent en Vis-en-Artois Communal Cemetery German Extension (14 doden) in Vis-en-Artois.
Onder de geïdentificeerde slachtoffers zijn er 356 Britten, 527 Canadezen, 5  Australiërs en 2 Zuid-Afrikanen. Voor 7 Britten en 1 Canadees werden Special Memorials opgericht omdat hun graven niet meer gelokaliseerd konden worden en men neemt aan dat ze onder naamloze grafzerken liggen. Vier Britten die oorspronkelijk in andere begraafplaatsen begraven waren, worden ook herdacht met Special Memorials omdat hun graven door oorlogsgeweld vernietigd werden (op deze grafzerken staat hun oorspronkelijke begraafplaats vermeld).

## Graven

### Onderscheiden militairen
- George Henry Musgrove, majoor bij de Canadian Infantry en John Ross MacPherson, kapitein bij de Princess Patricia's Canadian Light Infantry (Eastern Ontario Regiment) werden onderscheiden met de Distinguished Service Order (DSO).
- luitenant J.L. Scatcherd (Canadian Field Artillery) werd tweemaal onderscheiden met het Military Cross (MC and Bar).
- majoor John Kenrick Lloyd Fitzwilliams (Royal Field Artillery), de kapiteins Thomas Barker Merrick (Machine Gun Corps (Infantry)), Stanley Donald Skene (Canadian Infantry) en James Steel (Royal Army Medical Corps), de luitenants Charles Conway Shaw (Machine Gun Corps (Infantry)), Charles Franklin Buchanan (Canadian Infantry) en Samuel Johnson (Royal Field Artillery), de onderluitenants P.R. Palmer (Royal Flying Corps) en William Francis MacDonald (Seaforth Highlanders) werden onderscheiden met het Military Cross (MC). Luitenant Dick Ineson (Canadian Infantry) ontving ook nog de Military Medal (MC, MM).
- onderluitenant Brian Edward Glover, sergeant-majoor Alexander Bartore Salmon, de sergeanten Frederick Kirton en Leonard Harding en de soldaten David Whitehead en J. Peters werden onderscheiden met de Distinguished Conduct Medal (DCM).
- William James Nelson Gill, luitenant bij het Canadian Machine Gun Corps en T.H. Stanway, compagnie kwartiermeester sergeant bij het The Loyal North Lancashire Regiment werden onderscheiden met de Meritorious Service Medal (MSM).
- nog 42 militairen werden onderscheiden met de Military Medal (MM). De sergeanten William Henry Murney, Robert Frederick Chaney en W.J. Deyoung ontvingen deze onderscheiding tweemaal (MM and Bar). Sergeant E. Smith ontving ook nog de Meritorious Service Medal (MM, MSM).

### Minderjarige militairen
- soldaat Alfred E. Cake (Newfoundland Regiment) was 16 jaar toen hij op 14 april 1917 sneuvelde.
- de soldaten Donald Joseph Campbell en Leon Andrew Delauney (beiden Canadian Infantry) waren 17 jaar toen ze sneuvelden.

### Aliassen
Er zijn 6 militairen die onder een alias dienden:
- kapitein Edmond William Claude Gerard De Vere Glentworth als Viscount Glentworth bij de Royal Air Force.
- soldaat Joseph Brennan als G. Wilson bij de Royal Fusiliers.
- soldaat A.C. Moss als G.H. Swan bij de Canadian Infantry.
- soldaat Thomas G. Cossina als T. George bij de Canadian Infantry.
- soldaat Roy Mantle als R. Lewis bij de Canadian Infantry.
- soldaat Sam Levitz als William Franck bij de Canadian Infantry.